# Apple機頂盒

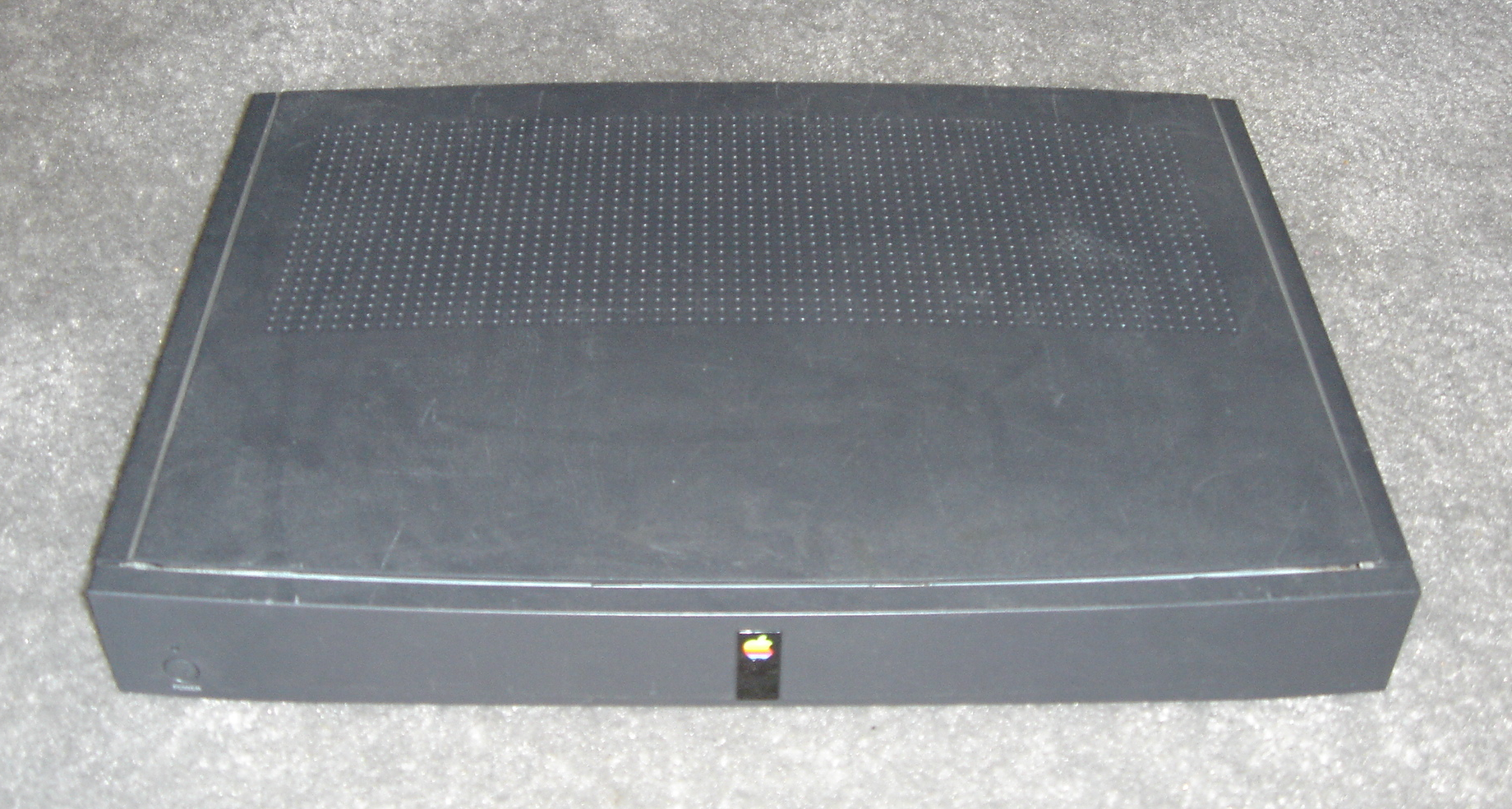
蘋果機頂盒樣機

蘋果機頂盒（英語：Apple Interactive Television Box），是蘋果電腦（即今蘋果公司）與英國電信、比利時電信等多個國家的電訊公司合作開發之機頂盒，樣機於1994年至1995年期間在美國與歐洲部份地區進行測試，但該產品在隨後被取消，未曾進行過大量生產或上市。
該機頂盒設計作為消費者與互動電視服務之間的界面，其遙控器讓用戶選擇在連接的電視機上顯示的內容以及提供快轉與重播等功能，在這方面與現時的衛星接收器或TiVo裝置相似。但與TiVo不同，該機頂盒只會將用戶的選擇傳送到中央內容伺服器，而不會自行分發內容。此外，亦制訂了遊戲節目、兒童用的教材與其他形式可利用裝置上互動能力內容的計劃。
現時該裝置已是蘋果收藏家之間的最愛，偶爾會有二手貨品出讓，範圍包括從非常早期的概念性樣機到有產品質素的機器。該些接近完成的裝置沒有早期機頂盒未完成的感覺：外殼接合良好，內部組件通常沒有樣機的指示器，一些裝置甚至有FCC的批核貼紙（一般為一款產品推出市面前其中一個最後的附加物），此外連同一個洩漏的使用說明書暗示該機頂盒計劃在取消前已非常接近完成。
由於該機器原意是作為數據訂閱服務的一部份，現存的裝置基本上無法運作，該機頂盒的唯讀記憶體只包含了自外部硬盤或自以太網連接開機的必要訊息，更甚者許多樣機明顯甚至不會嘗試開機。這很可能是取決於唯讀記憶體的變更。

## 硬體詳情

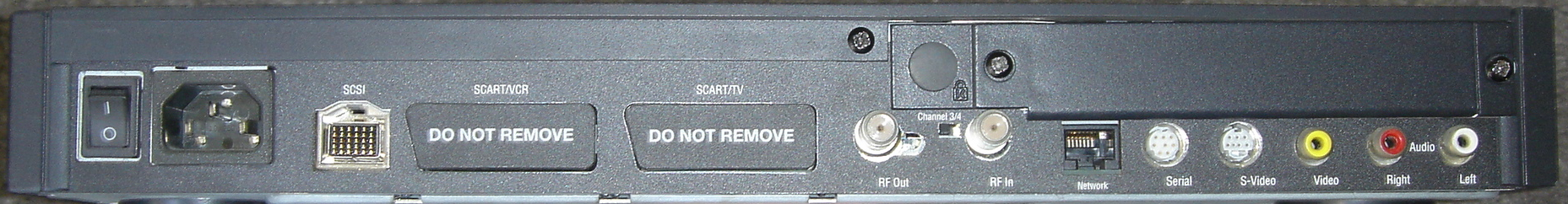
裝置背面

蘋果機頂盒是以Macintosh Quadra 605/LC475為基礎。由於該機頂盒未曾推出市面，因此蘋果沒有發表官方的技術規格。以下是一個典型裝置的描述：
- A/V插孔包括一個合成視訊的RCA插孔與兩個立體聲用的額外RCA插孔，一個S-端子插孔，兩個射頻同軸電纜插孔以及兩個SCART插孔
- 類似麥金塔的端口，包括一個麥金塔串行端口、一個RJ-45以太網端口與一個SCSI端口
- 裝置前方擁有一個蘋果商標與一個紅外線接收器，明顯用來與遙控器溝通
- 該裝置包含一個68LC040處理器及內建4 MB記憶體，但沒有硬盤
- 一個未曾用在其他蘋果產品上的內置擴充插槽樣式，推測可能是以蘋果的PDS擴充插槽為基礎

蘋果原意會隨該機頂盒提供一隻相配的黑色ADB滑鼠、鍵盤、蘋果300e光碟機、StyleWriter印表機與多個款式的遙控器中的其中一款。

## 外部連結
- 蘋果機頂盒的用戶指南
- 英國電信對該機頂盒的詳細描述
- 蘋果機頂盒提交申請的專利

## 請參閱
- Apple TV
- Macintosh TV
- Apple Pippin
- IPTV (Internet Protocol Television)